# ソフィア・ウィリアムズ＝デ・ブライン
ソフィア・テレサ・ウィリアムズ＝デ・ブライン（Sophia Theresa Williams-de Bruyn、1938年 - ）は、元南アフリカの反アパルトヘイト活動家。卓越した国家奉仕に対する女性賞の最初の受賞者。女性の行進の最後の生存者。

## 生い立ち
ソフィア・テレサ・ウィリアムズ＝デ・ブライン（Sophia Theresa Williams-De Bruyn）は、さまざまな国籍の人々が住んでいた地域であるビレッジボードで生まれた。彼女はフランシス・エリザベスとヘンリー・アーネスト・ウィリアムズの子供だった。彼女は、他人に対する母親の思いやりが彼女の共感を育むのに役立ったと言いっている。
第二次世界大戦で父親が軍隊に入隊すると、ソフィアの母親は家族をシャウダーと呼ばれる有色人種のために特別に建設された新しい住宅地に移した。彼女はセント・ジェームズ・カトリック学校で教育を受けた。学校を中退し、繊維産業で働き始めた。ヴァン・レーン・テキスタイル工場の労働者は彼女に「工場のボスとの問題を解決する」のを手伝うように頼み、彼女は最終的に店長となった。その後、彼女はポート・エリザベスの繊維労働組合の幹部メンバーとなった。

## 政治的キャリア
ウィリアムズ＝デ・ブルインは南アフリカ労働組合会議（SACTU）の創設メンバーだった。1950年代に政府が人口登録法を導入した後、彼女はヨハネスブルグの有色人民会議の専任オルガナイザーに任命された。
1956年8月9日、彼女はリリアン・ンゴイ、ラヒマ・ムーサ、ヘレン・ジョセフ、アルバーティーナ・シスル、ベルサ・グソワとともにプレトリアのユニオンビルで2万人の女性の行進を率いて、女性がパス法の一部としてパスブックを携帯することを義務づけられたことに抗議した。ソフィアはわずか18歳で、4人の指導者の中で最年少だった]。この女性たちは、ドアの警備員をかいくぐって、大臣たちの扉の外に嘆願書を届けた。カラード人口法が可決された後、ウィリアムズ＝デ・ブラインは有色人民会議から、法律の通過に関する問題でシュラミス・ミュラーと協力するように命じられた。
1959年にヘンリー・ベニー・ナト・デ・ブラインと結婚し、3人の子供が生まれた。夫は解放運動の活動家でもあり、ウムコントゥ・ウェ・シズウェの兵士でもあった。彼らの家は、レイモンド・ムラバ、エリアス・モッツォアレディ、ウィルトン・ムクワイなどの他の反アパルトヘイト活動家の避難所となった。
1963年までに、彼女の夫はザンビアのルサカに亡命を余儀なくされ、そこでANCの地域政治委員会の委員長に任命された彼女は6年後に彼に加わり、ルサカでANCの管理者として働いている間、1977年までに研究を完了して教員免許を取得した。彼女は1980年に結成されたANC教育評議会の創設メンバーの一人である。同評議会はソロモン・マフラング・フリーダム・カレッジのカリキュラムを設定した。この大学は、タンザニアのマジンブい亡命したアフリカ民族会議（ANC）によって1978年に設立された。
ANCが禁止が解除された後、夫と一緒に南アフリカに戻った。彼女の夫は、1999年に亡くなるまで南アフリカのヨルダン大使を務めていた。彼女は2004年にハウテン州議会に参加する前は男女共同参画委員会のメンバーであり、2005年から2009年まで副議長になり、その後国会に移った。

## レガシー
2016年8月9日にプレトリアで開催された1956年の女性大行進の60周年記念式典で大観衆を前に演説した。
1999年、ウィリアムズ＝デ・ブラインはアイダ・ムントワナ賞の銀賞を受賞した。2001年には、「卓越国家奉仕のための女性賞」を初めて受賞し、同年にマハトマ・ガンジー賞を受賞している。
彼女は現在、ハウテン州のANCの州議会議員である。